# 井上正就

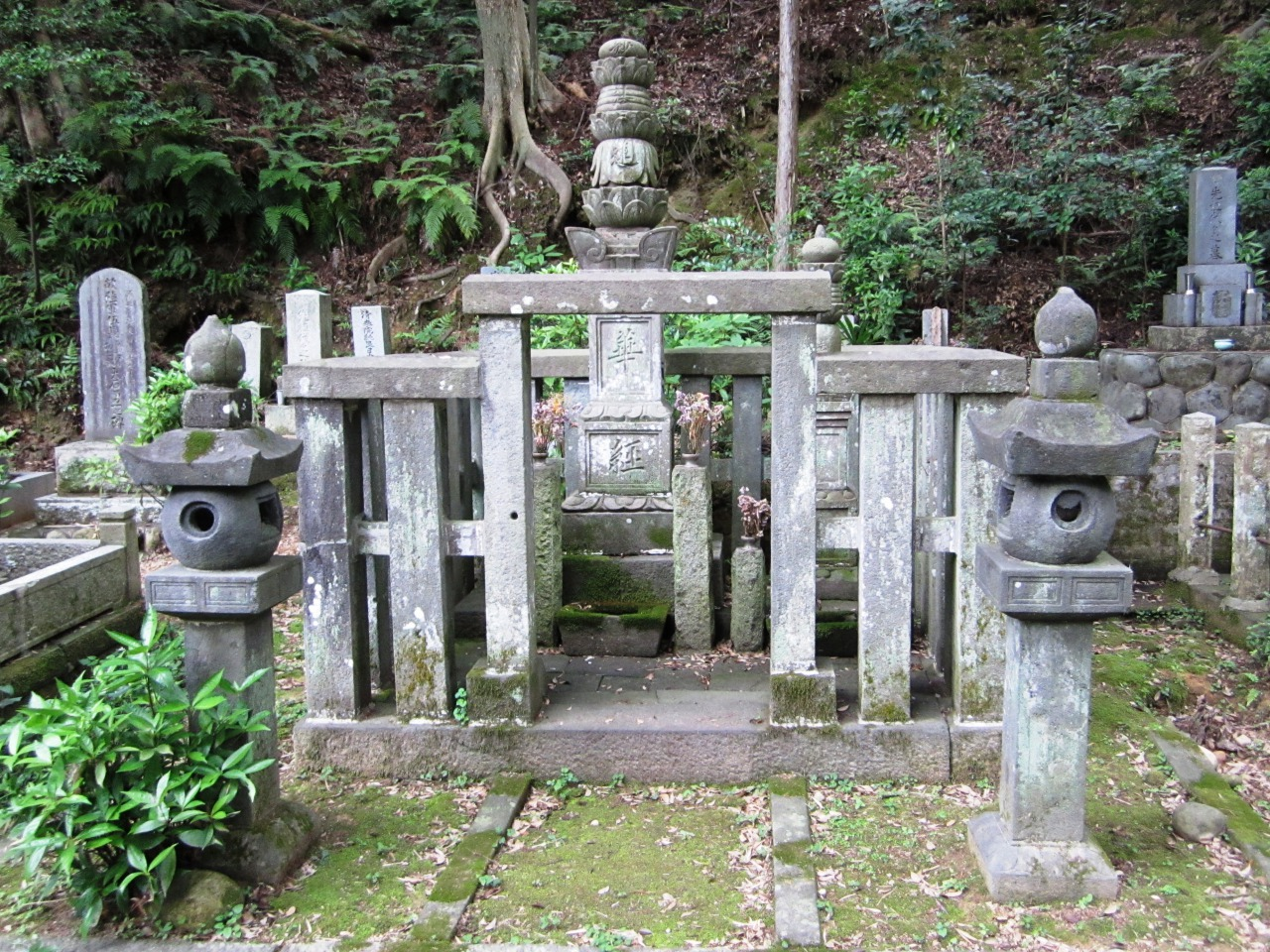
本源寺の墓（左）。右は父清秀の墓。掛川市指定史跡（城主井上氏の墓塔）。

井上 正就（いのうえ まさなり）は、安土桃山時代から江戸時代前期にかけての武将、譜代大名、江戸幕府老中。遠江国横須賀藩初代藩主。浜松藩井上家初代。

## 生涯
天正5年（1577年）、徳川氏家臣・井上清秀の三男として遠江に生まれる。母が徳川秀忠の乳母であったため、正就も早くから秀忠に近侍した（なお、多くの書で混同されているが、大姥殿と称された秀忠の乳母は岡部氏で、正就の母の永田氏とは別人である）。
慶長20年（1615年）1月、1万石加増と同時に小姓組番頭に就任した（同時期の小姓組番頭は他に水野忠元、成瀬正武、板倉重宗、日下部正冬、大久保教隆）。また、大坂夏の陣にも参陣した。
元和8年（1622年）、5万2,500石をもって横須賀藩主となった。この頃より江戸幕府老中職に就いた。
旗本で幕府目付であった豊島信満は、正就の嫡子・正利と大坂町奉行・島田直時の娘とを縁組し、仲人を務めることに約定していた。しかし、3代将軍・徳川家光の乳母で、当時権勢並びなき春日局が正就に鳥居成次の娘と縁組みするように持ちかけ、正就は直時との縁組みを破談した。仲人としての面目が丸潰れとなったことを恨んだ信満は、寛永5年（1628年）8月10日、登城した江戸城西の丸廊下で行き会った正就に対し「武士に二言は無い」と叫んで脇差で斬りつけ、正就は殺害された。番士の青木義精が信満を羽交い締めにして取り押さえたが、信満は脇差を自分の腹に刺し貫いた。脇差は羽交い締めにした義精にまで達し、結果、正就と信満、それに巻き添えを食った義精が絶命した。
井上家はお咎めなしで正利への相続が認められた。豊島家は老中酒井忠勝の配慮により信満の嫡子・継重の切腹と御家断絶の処分のみが下り、他の一族への連座はなかった。島田直時はこの事件への責任を感じて自害した。
墓所は静岡県掛川市の本源寺。これは正利が父のために建立したものである。

次男の井上正義（正昭）は分知を受け、5千石（下野国西方の庄、のち常陸国筑波郡）を領する大身旗本となった。その次男の正晴のさらに次男が、井上正長の養嫡子正矩である。

## 東照宮御遺訓
徳川家康の「人の一生は重き荷を背負いて…」で有名な御遺訓とは別に、江戸時代に『東照宮御遺訓』（『家康公御遺訓』、『松永道斎聞書』、『井上主計頭聞書』、『万歳賜』ともいう）という禁書写本があった。これは正就が元和の初め、将軍秀忠の使いで駿府城の家康のもとに数日間の滞在した際に本人から聞いた話を松永道斎が聞き書きしたものという。

## 系譜
父母
- 井上清秀（父）
- 永田氏 - 継室（母）

正室
- 市川孫左衛門の娘

子女
- 井上正利（長男）生母は正室
- 井上正義（正昭とも。次男）生母は正室
- 松平信綱正室
- 本多忠利正室
- 久世広当正室
- 佐久間安長正室のち九鬼隆季継室
- 水野忠善正室
- 酒井重澄正室
- 稲垣茂門正室

## 登場作品
- 『葵 徳川三代』（NHK大河ドラマ、2000年）演：天宮良
- 松本清張『破談変異』(角川文庫「夜の足音」2009年) ISBN 9784041227657